# ワールドコイン
ワールドコイン（英: Worldcoin）は、サンフランシスコとミュンヘンに拠点を置くTools for Humanityが開発したWorld プロジェクトの一部である。虹彩認証を活用し、AI時代におけるID、金融インフラ、コミュニティを世界中のすべての人々に提供する「The Real Human Network」を構築することを目的としている。
OpenAIの最高責任者であるサム・アルトマン、マックス・ノベントスターン、アレックス・ブラニアによって2019年に立ち上げられ、ベンチャーキャピタルであるアンドリーセン・ホロウィッツからの支援を受けている。
当初、「Worldcoin」はプロジェクト全体を指すブランド名としてスタートしたが、2024年10月のリブランドを機に、その位置づけが変更。現在では、World ID、World App、World Chain、Orbと並列する形で、「World（World Network）」プロジェクト内におけるトークン要素・プロダクトの一つとして位置付けられている。

## 概要
AIの進化に伴い、オンライン上でAIやボットと人間を識別する必要性が高まっている。これに対応するため、World は虹彩を用いた生体認証デバイス Orb（オーブ） を開発し、人間であることを証明する仕組みを構築した。
Orbによる認証を通じて、ユーザーは「World ID」を取得し、これが人間であることの証明となる。Orbは世界各地に配備されており、公式アプリ「World App」から無料でWorld IDの発行が可能。World IDを取得したユーザーには、プロジェクトのトークンである Worldcoin（WLD、ワールドコイン） が付与される。
World Appは、認証システムの枠を超え、金融インフラとしての機能も備える。取得したWorld IDはRedditやDiscord、Minecraftなどのアカウントと統合し、人間であることを証明できるほか、Worldcoin（WLD、ワールドコイン）を活用した決済・送金、デジタル資産の購入も可能。将来的には、この金融インフラをユニバーサルベーシックインカムに応用する構想も示されている。
2024年10月のリブランド以降、Worldは世界中のすべての人々のID、ファイナンス、コミュニティを提供する「The Real Human Network」へと進化。
2025年7月時点で、Orb認証済のWorld IDの登録者は全世界で1,400万人を超えている。

## 歴史

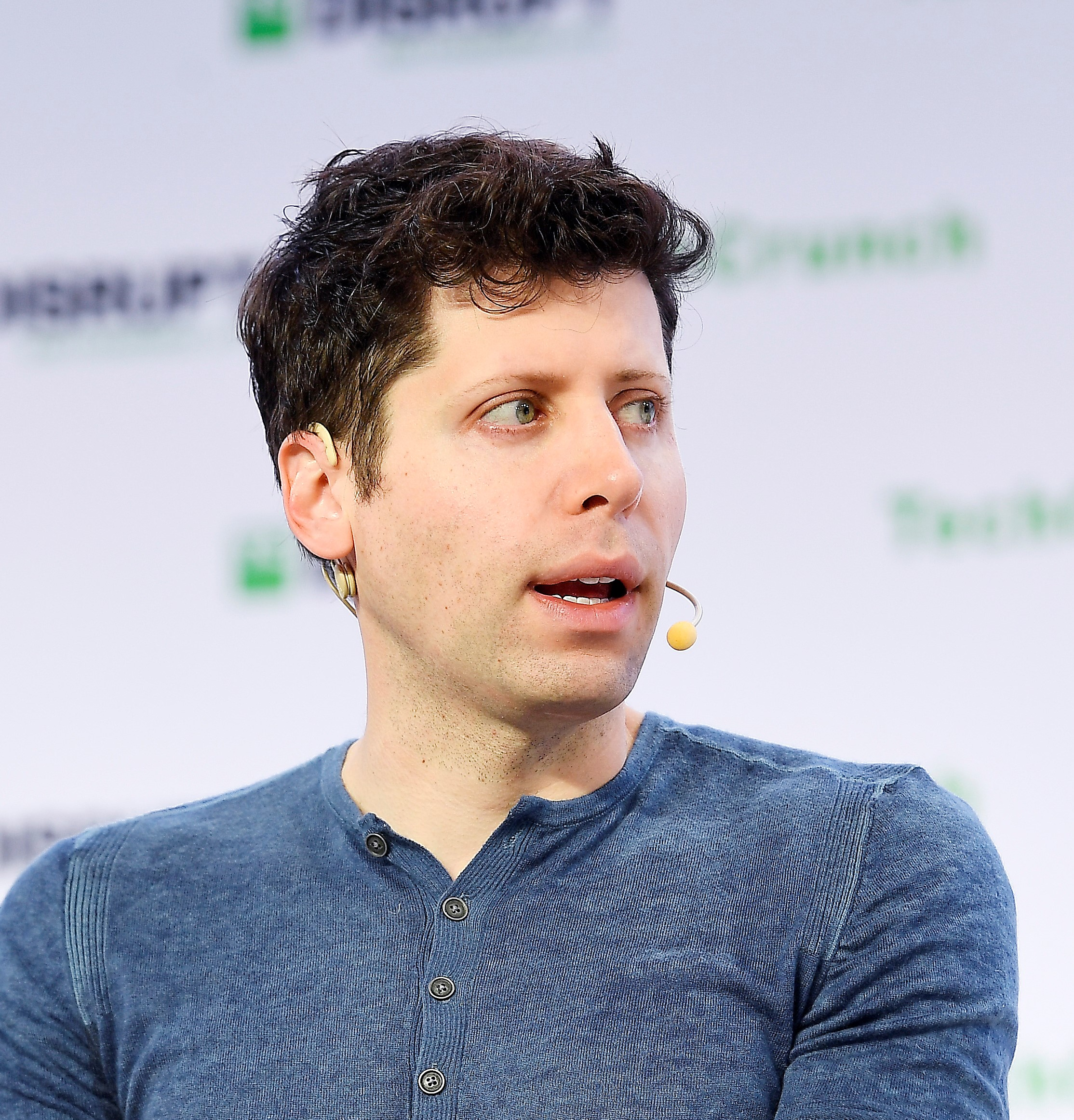
設立者の一人であるサム・アルトマン

2015年にOpenAIを設立してCEOを務めていたサム・アルトマンは、新たに立ち上げるWorldcoinに対して興味があるかを探るために2019年にアレックス・ブラニアにメールを送った。アルトマンともう一人の後に共同設立者となるマックス・ノベントスターンが用意していた文書には、AGI（汎用人工知能）が実現すること、またそれによって社会が有意義な形でディスラプト（破壊）されるということが記されていた。また、ブラニアによるとアルトマンは当時既にUBIの必要性を確信しており、それは社会にとって最も重要なものの一つであると考えていたという。アルトマンは暗号資産に対して懐疑的な面もありながらも、実は暗号資産全体を大いに信じており、世間においては過小評価されているというネットワーク効果が発揮された時にいかにそれが激しく重大であるかと考え、必要なものの多く（暗号資産など）は既に揃っており、あとはそれを普及させるためにスケーリングする必要があるだけだとした。
このようにして、ワールドコインプロジェクトは、アルトマン、ノベントスターン、ブラニアらによって2019年に設立されたTools for Humanityと呼ばれる会社によって開始された。
2021年、Tools for Humanityは、ワールドコインのトークンであるWLDは、インターネット経済によって営まれ、よりまとまりのある公正な世界経済を推進するための大きな取り組みのためのトークンであると述べた。このトークンは、イーサリアムのレイヤー2に基づいて、独自の経済圏を持ちながら、イーサリアムブロックチェーンのセキュリティを向上させる仮想通貨となっている。
またこの年、共同設立者でありCEOを務めていたノベントスターンはワールドコインを退任し、Manaというベンチャー企業を立ち上げた。
2023年7月24日、ワールドコインが正式にスタートした。ベータ期間中には200万人のユーザーが参加し、サービス開始に伴い虹彩生体認証サービスのためのオーブを20カ国、35都市以上に合計1500個に拡大すると発表した。また同日、大手仮想通貨取引所であるバイナンスやHuobi、Bybit、OKXにワールドコイントークンであるWLDが上場した。
2024年2月、アルトマンがCEOを務めるOpenAIが15日に動画生成AIツールSoraを発表した事を受けてワールドコインの価格が急騰し、過去7日間で190%近く上昇した。また17日には、デイリーユーザーが100万人を突破し、時価総額は10億ドルに迫った。アルトマンは過去に、AGIの利益に基づくユニバーサルベーシックインカムを与える目的でWorldcoinを配布することもあると語っている。
同年9月、Tools for Humanityのアレックス・ブラニアCEOはソウル城東区で開かれたワールドコイン記者懇談会に出席し、「フェイスブックは20億人に達するユーザー基盤を備えている。クリプトシーンでフェイスブックのような企業に成長したい」とビジョンを明らかにした。

## 設計
World（旧Worldcoin） は、ボットやAIによる架空の個人アカウントによるインターネットサービスの悪用を防ぐため、「World ID」 と呼ばれる信頼性の高いオンライン認証システムを提供している。World IDは、個人を安全かつ匿名で認証する仕組みとして設計されている。Worldでは、Worldcoin（WLD）トークンをインセンティブとし、Orb認証を通じて人間であることを証明することで、新規ネットワーク参加者の獲得を推進している。。トークンの配布システムについては、ユニバーサル・ベーシック・インカム（UBI）の議論に触発されたものであると説明している。

## 批判と問題点
WLDが普及した後にどのような価値を持つかが不確かである点から、WLDはミームコインに過ぎず、ワールドコインのユニバーサルベーシックインカムに関する構想は生体認証を通じて人間をBOTから区別した情報を収集し、ワールドIDを発行するというデジタルアイデンティティ（DID）問題を解決するための売り込みのうわべの飾りであり、DIDに関するアプローチの方が真の目的なのではないかという指摘もある。